# آستریوس ایرلاینز
آستریوس ایرلاینز (انگلیسی: Astraeus Airlines) شرکت هواپیمایی بریتانیایی است، که در ۲۰۰۲ توسط بروس دیکینسن تأسیس شد.